# Andra slaget vid Fredrikshamn
Andra slaget vid Fredrikshamn var en strid mellan den svenska skärgårdsflottan och dess ryska motsvarighet samt artilleribatterier i Fredrikshamn den 20 maj 1790.

## Bakgrunden
Den 15 maj 1790 hade Gustav III med Arméns flotta anfallit den ryska eskadern som var förlagd vid Fredrikshamn i vad man kallar Slaget vid Fredrikshamn. Arméns flotta hade slagit ryssarna, vilka förlorat åtminstone 26 fartyg. Striden hade dock inte blivit avgörande, då kungen hade valt att låta manskapet vila, snarare än att förfölja fienden. Kungen ångrade dock sitt beslut och ville återuppta striden för att försätta den fientliga eskadern ur stridbart skick, samt om möjligt erövra Fredrikshamn.
Kaptenen Arvid Virgin hade skickats till Fredrikshamn under parlamentärflagg för att överlämna brev från de ryska officerare som tagits av svenskarna under slaget den 15 maj. Virgin hade under sin tur till staden tillfälle att se de ryska försvarsanordningarna, och kunde vid återkomsten rapportera om detta till kungen.
Kungen beslöt att ett anfall skulle ske den 20 maj, och klockan 23 på kvällen den 19 maj avseglade Virgin med ca 10 kanonslupar, 8 kanonjollar samt sju mörsarfartyg samt en äsping bemannad med cirka 50 soldater ur armén under befäl av korneten vid Livdragonerna Carl von Kothen till Fredrikshamn. Målet var att tränga fram till skeppsvarvet i staden, samt att soldaterna i äspingen då kunde sätta förråd, byggnader och fartyg i brand. Fartygen skulle skydda operationen.

## Slaget
Klockan 2 på natten den 20 maj samlades fartygen vid Hillnäs udde, och fartygen började därefter gå mot staden i slagordning. Den första linjen utgjordes av de 8 kanonjollarna, dessa understöddes av de 10 kanonsluparna som följde på en linje bakom jollarna. Sist kom en linje med de 7 barkasserna med mörsarna, som hölls i reserv till dess order gavs om att dessa skulle framrycka.
| Befälhavare  | Avdelningschef | Deltagande fartyg | Avdelning     |
| Linjetaktik  | Linjetaktik    | Linjetaktik       | Linjetaktik   |
| ------------ | -------------- | ----------------- | ------------- |
| Arvid Virgin | Styrman Frese  | 8 kanonjollar     | Första linjen |
| Arvid Virgin |                | 10 kanonslupar    | Andra linjen  |
| Arvid Virgin |                | 7 mörsarbarkasser | Tredje linjen |

Klockan kvart i fyra på morgonen öppnades ryssarna eld mot det framträngande svenska fartygen, särskilt från artilleribatteriet, samt även från ett på stranden nyuppfört batteri. Utöver detta drog ryssarna upp fältkanoner på stranden, samt att man även besköt de svenska fartygen från stadens befästningar. Detta gjorde att det uppstod en stark korseld, vilket försvårade den svenska framryckningen. Ryssarna hade även placerat ut ett flertal handelsfartyg framför varvet för att försvåra för de svenska fartygen att komma närmare.
Kungen hade tillsammans med sina adjutanter klockan ett på natten valt att följt efter de anfallande svenska fartygen, och han befann sig precis utanför skotthåll då striden inleddes. Vid halv fem på morgonen lät sig Virgin ros till kungens slup och berättade för honom att anfallet inte skulle lyckas på grund av den korseld som fienden nu åstadkomma med de nya batteriet och stadens befästningsvallar. De svenska fartygen trängde nästan fram till varvet, men då det var vindstilla hade krutröken lagt sig tjockt och begränsat sikten. I detta läge valde Virgin att beordra reträtt, och i samma stund blev han sårad i handen. Elden avbröts vid kvart i sex på morgonen, efter en strid på ungefär två timmar. Under slaget dödas sju svenska soldater, samt att Virgin och ytterligare nio soldater hade blivit sårade.
De svenska fartyg drog sig tillbaka i god ordning, och vid klockan 10 på förmiddagen var man tillbaka i Svensksund.

### Utmärkelser
- För sin tapperhet i striden, samt som erkänsla för att han blivit sårad, erhöll Arvid Virgin en hedersvärja av Gustav III. Virgin hade troligen fått ett druvhagel genom handen, som slitit av ena pekfingret.
- För sin tapperhet erhöll även löjtnant Falk en hedersvärja av kungen
- Styrman Frese befordrades till officer

### Bilder

Målning av slaget, där man i förgrunden ser Gustav III:s slup med kunglig flagga och vimpel, samt tredje linjen med mörsarbarkassar. Framför dessa syns de två andra linjerna i anfall mot staden. Målning av Johan Tietrich Schoultz.
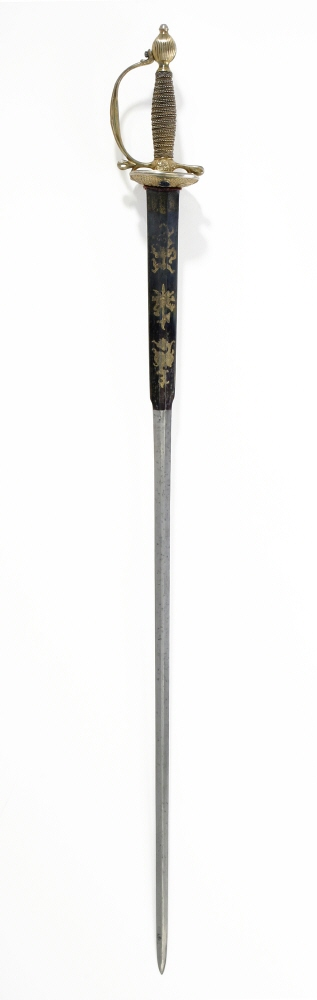
Arvid Virgins hedersvärja, som han fick av Gustav III den 20 maj 1790, för sina insatser under slaget. Värjan finns hos Livrustkammaren i Stockholm.